# 杨子器
楊子器（1458年—1514年），字名父，號柳塘，浙江寧波府慈谿縣人，民籍，明朝政治人物。

## 生平
成化二十二年（1486年）丙午科浙江鄉試第二名舉人，二十三年（1487年）聯捷丁未科進士。授崑山縣知縣，丁父憂去職，服闋，弘治七年（1494年）起復為高平縣知縣，九年（1496年）調常熟縣知縣，擢吏部考功司主事，上陳邊務十二事，當時明孝宗廣開言路，楊子器多有建白。
正德元年（1506年）升吏部驗封司員外郎，同年升吏部考功司郎中，四年（1509年）出為湖廣布政使司右參議，轉福建按察司副使，五年（1510年）轉河南布政使司右參政，升河南右布政使，轉河南左布政使，八年（1513年）入覲，十二月初三日卒於衛輝府驛舍。

## 著作
楊子器善詩文，與邑人桑瑜等纂《常熟縣志》四卷刊行。

## 家族
高祖楊彥良；曾祖楊斗瞻；祖父楊佶；父楊祿，字履翁，號石田，贈吏部員外郎。母張氏（封宜人）。具慶下。弟楊子用。孫楊世憲。

## 其他
常熟虞山之麓，传为南朝梁昭明太子读书处。原有台，杨子器任内将其重建。
明朝流傳彩绘全国行政区划图因有杨子器的跋文，故称《杨子器跋舆地图》。